# Jens Bommert
Jens Bommert (* 1962 in Bremen) ist ein deutscher Maler.

## Leben und Schaffen
Jens Bommert studierte 1985/1986 an der École des Beaux-Arts, Besançon und anschließend bis 1992 an der Hochschule für Künste Bremen bei Karl Heinrich Greune. Seit 1992 hat er ein eigenes Atelier in Bremen und arbeitet als freier Künstler. Außerdem ist er freier Mitarbeiter der Kunsthalle Bremen und Lehrbeauftragter an der Hochschule für Künste Bremen.
Jens Bommert malt vor allem Orte mit Dynamik und Betriebsamkeit wie Fußballstadien, Galopprennbahnen, Segelregatten oder das Börsen-Parkett, aber auch Akte und Stillleben gehören zu seinen Werken.
Jens Bommert leitete 2002 eine Gruppe von elf Malerinnen und Malern, die ein fünf Meter hohes Ölgemälde zur Weihnachtsgeschichte auf der Grundlage des Lukas-Evangeliums und der Darstellung der Heiligen Nacht von Bartolomé Esteban Murillo schuf.

## Auszeichnungen
- 1994: 3. Preis für Kunst im öffentlichen Raum, Projekt Hemmstraße, Bremen (mit Dolf Bissinger)
- 2000: 2. Preis für Malerei der Werner-Kühl-Stiftung[3]

## Ausstellungen
Einzelausstellungen
- 1999: InterFinanz, Düsseldorf
- 2000: Hong Kong Land Ltd., Hong Kong
- 2001: Kraft Foods, Bremen
- 2002: Kunstverein Kaponier, Vechta
- 2005: Bremer Presse-Club
- 2006: Volksbank Cloppenburg
- 2006: Rathaus Vechta
- 2006: Sparkasse Bremen

Gruppenausstellungen
- 1991: Germination 7, Centre National D’Art Contemporin, Grenoble
- 1993: Centre Wallonie-Bruxelles, Paris
- 1993: Meisterschülerausstellung, Bremen
- 1996/1997: Art Cologne
- 2000: Fondation Coprim, Paris
- 2004: Kunstverein Chemnitz, Chemnitz
- 2007: Geld wie Sand, Kulturkirche St. Stephani, Bremen (mit Dolf Bissinger und Henri Stridde)
- 2008: Bremen wodu, Galerie der Stadt Pilsen

## Veröffentlichungen
- 10.30 bis 13.30 Uhr. Text Dorothee Hansen. Trauer, Bremen 1996.
- Hans-Joachim Manske, Adelheid Biesecker und Louis-Ferdinand von Zobeltitz: Geld wie Sand. Eine Installation von Dolf Bissinger, Jens Bommert, Henri Stridde. Zur Eröffnung der Kulturkirche St. Stephani in Bremen im Januar 2007. Hachmann, Bremen 2008, ISBN 978-3-939429-42-5.